# صور باهر

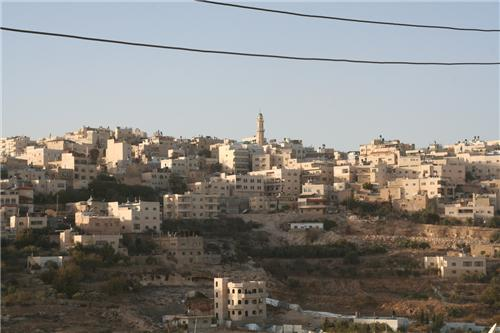
قرية صور باهر

صور باهر هي قرية فلسطينية تقع إلى الجنوب الشرقي من مدينة القدس ويحدها من الغرب بلدة بيت صفافا، ومن الجنوب بيت ساحور، ومن الشرق جبل المكبر والسواحرة، ومن الشمال سلوان. تبعد عن مدينة القدس أقل من 6 كم وتتبع اليوم لبلدية القدس.
تبلغ مساحة أراضي القرية ما يقارب 9 كم2. عدد سكانها القاطنين فيها 25.000 نسمة، ويوجد من أهلها من هم من النازحين عام 1967 وينتشرون في كافة أرجاء العالم ويعيش الغالبية العظمى منهم في الأردن.

## التسمية
في الفترة الواقعة بين (1320) إلى (70) قبل الميلاد كان يطلق عليها اسم (سريا بالستينيا) إلى ان جاء الرومان وأطلقوا عليها اسم جوداعيا وكانت تعرف عند الفرنجة باسم سربال Sarbael وتعني الخزان الكبير.
وورد في كتاب صندوق اكتشاف فلسطين والذي صدر في لندن عام 1883 م بأنها كانت تشبه السور العظيم لأن بنائها كان من الحجر الكبير وتظهر على رأس جبل وكأنها سور عظيم إنها بلدة صور باهر.
وهناك تسمية لها وهي بلدة العمرين نسبة للخليفة عمر بن الخطاب رضي الله عنه وعمرو بن العاص رضي الله عنه قائد المسلمين في فلسطين حيث فتحت القدس في عهده.
وهناك تسمية أخرى وهي أن جنود المسلمين في عهد الخليفة عمر بن الخطاب رضي الله عنه عسكروا في أراضي هذه القرية، حيث أن القرية ملاصقة تماما لبيت المقدس من الجهة الجنوبية استعداداً لدخول مدينة القدس وقد استخدم الجيش الإسلامي كلمة السر في تلك الليلة كلمة باهر فسمي ذلك المكان بـ (السر الباهر) وتطور اللفظ إلى أن أصبح سر باهر ثم مع الزمن أصبحت تنطق «صور باهر» ولعل هذه التسمية هي الارجح.

## نبذة تاريخية
أراضي القرية حالها مثل باقي الأراضي الفلسطينية كانت وقف إسلامي وكان أهل القرية في زمن الدولة العثمانية يقومون بزراعة هذه الأراضي والمحصول يتم ايراده للمسجد الأقصى المبارك وفي زمن الانتداب البريطاني لفلسطين وابان انتهاء الخلافة الإسلامية قام الساكان بتقسيم الأراضي الباقية على العائلات في القرية وتم تقسيم العائلات إلى حمولات 3 وكل حمولة لها مختارها فكان في القرية 3 مخاتير
تم احتلال القرية عام 1967م وفي الفترة الواقعة ما بين 1948-1967م كانت القرية تحت الحكم الأردني وقد زار الملك حسين بن عبد الله القرية في هذه الفترة وقد تم صنع خنادق واستحكامات بين القرية ومستوطنة رامات راحيل الواقعة على أراضي صورباهر وبيت صفافا والتي تم احتلالها عام 1948 وقد دارت عدة معارك بين المجاهدين والمستعمرين في هذه المنطقة (المنطقة الغربية) واستشهد جنود أردنيون ومصريون بالاضافى لأفراد من أهل القرية في محاولتهم الدفاع عنها.

## السكان
يسكن البلدة عدة عائلات ومنها، عميرة، عطون، أبوكف، عطا الله، دبش ، نمر . أبو عسلة. دويات. خضير. الرموني. جاد الله. جبور. عبد الجواد. عوض الله. حمادة. جبر. حماد. أبو حامد. الاطرش. بكيرات. عفانة. فواقة.شحادة. صب لبن. بسيط

### شخصيات بارزة
- أحمد عطون، نائب في المجلس التشريعي

## نادي صور باهر
يقوم النادي بتقديم الخدمات الاجتماعية والصحية والرياضية والكشفية والثقافية، التي تنمي نشاطات وطموحات الشباب في البلدة والمنطقة المحيطة، كما ويعد النادي البؤرة الأساسية لكافة الأنشطة والفعاليات المجتمعية التي تخدم جميع فئات المجتمع ويضم النادي 636 عضواً ينتخبون الهيئة الإدارية، وتم تأسيسه في عام: 1978. تفعيل الأنشطة والفعاليات الاجتماعية، لتحقيق وحدة الصف وإقامة العلاقات الودية مع الأفراد والمؤسسات وصولاً لمجتمع محلي يسوده الألفة والمحبة والتعاون وخدمة المجتمع المحلي والنهوض بواقع الشباب والأطفال وفتح الافاق امام المبدعين.
إنجازات النادي
- الوصول بالفريق من الدرجة الثالثة متدرجا بكافة الدرجات إلى الدرجة الممتازة عام 1996 م.
- حصول الفريق على مرتبة الوصيف في بطولة كأس فلسطين عام 1999 م.

## اوضاع البلدة اليوم
في العشرة سنين الأخيرة أصبحت القرية لتقدمها العمراني والاقتصادي مركزاً تجارياً وحضارياً للقرى المحيطة بها، حيث يوجد بها 15 مدرسة و 5 مراكز صحية وأكثر من أربع مؤسسات أهليه، هذا عدا عن سوق تجاري ضخم على طول شارعها الرئيسي بأكثر من أثنين كيلومتر، ومن الجدير ذكره أن الجدار الفاصل الذي بني حولها يمنع دخول الفلسطينيين من الضفة الغربية إلى الأراضي المحتلة وباقي فلسطين.
تم بناء ثلاث مناطق حول القرية، حيث يحدها من الغرب حي أرنونا ورمات راحيل، ومن الشمال ارمون هنتسيف (قصر المندوب السامي) ومن الجنوب هارحوما (على جبل أبو غنيم) ومن الشرق الجدار الفاصل.
القرية في الوقت الحاضر تعاني من الكثافة السكانية المرتفعة بسبب منع اليهود أهل القرية من البناء وتعمير المنازل كما تقوم إسرائيل بهدم منازل العرب بحجة عدم الترخيص ويعاني أهل قرية صور باهر من عنصرية اليهود متلها مثل البلدات المقدسية المجاورة كـ سلوان وبيت صفافا وجبل المكبر والعيسوية.

## وصلات خارجية
- تجول في صورباهر على موقع أنا من القدس
- صورباهر على موقع هويّة